# Gaeides gibboni
Gaeides gibboni är en fjärilsart som beskrevs av Gunder 1927. Gaeides gibboni ingår i släktet Gaeides och familjen juvelvingar. Inga underarter finns listade i Catalogue of Life.